# Portas Ao Vivo
Portas Ao Vivo é o 17° álbum de Marisa Monte e seu 10° filme.
É o registro oficial da Portas Tour. Sendo gravado durante os shows do Rio de Janeiro na Arena Jockey em outubro de 2022.
Foi lançado oficialmente apenas em plataformas digitais. O registro teve uma première no Youtube em 14 de dezembro de 2023, sendo oficialmente liberado no dia 20 de dezembro do mesmo ano. Já no Spotify, seu lançamento ocorreu no dia 14 de dezembro de 2023, mesclando os registros inéditos com outros já apresentados no Portas Raras.

### Youtube
| N.º | Título                                  | Duração |  |
| 1.  | "Portas"                                | 2:38    |  |
| 2.  | "Quanto Tempo"                          | 1:42    |  |
| 3.  | "Maria de Verdade"                      | 3:59    |  |
| 4.  | "Vilarejo"                              | 2:09    |  |
| 5.  | "A Língua dos Animais"                  | 3:52    |  |
| 6.  | "Ainda Bem"                             | 3:40    |  |
| 7.  | "Beija Eu"                              | 2:12    |  |
| 8.  | "Totalmente Seu"                        | 2:12    |  |
| 9.  | "Ainda Lembro"                          | 2:31    |  |
| 10. | "Preciso Me Encontrar"                  | 3:15    |  |
| 11. | "Vento Sardo"                           | 2:53    |  |
| 12. | "Déjà Vu"                               | 2:49    |  |
| 13. | "Calma"                                 | 2:33    |  |
| 14. | "Eu Sei"                                | 1:51    |  |
| 15. | "Feliz, Alegre e Forte"                 | 2:59    |  |
| 16. | "Você Não Liga"                         | 4:34    |  |
| 17. | "Elegante Amanhecer/ Lenda das Sereias" | 3:32    |  |
| 18. | "Na Estrada"                            | 2:59    |  |
| 19. | "Magamalabares"                         | 3:39    |  |
| 20. | "Videgal"                               | 1:36    |  |
| 21. | "Doce Vampiro"                          | 2:06    |  |
| 22. | "Pra Melhorar"                          | 1:36    |  |
| 23. | "Já Sei Namorar"                        | 2:59    |  |
| 24. | "Bem Que Se Quis"                       | 3:07    |  |

### Spotify
| N.º | Título                                  | Duração |  |
| 1.  | "Portas"                                | 2:45    |  |
| 2.  | "Quanto Tempo"                          | 2:36    |  |
| 3.  | "Maria de Verdade"                      | 4:08    |  |
| 4.  | "Vilarejo"                              | 3:42    |  |
| 5.  | "A Língua dos Animais"                  | 3:54    |  |
| 6.  | "Ainda Bem"                             | 4:02    |  |
| 7.  | "Totalmente Seu"                        | 2:11    |  |
| 8.  | "Ainda Lembro"                          | 2:28    |  |
| 9.  | "Vento Sardo"                           | 4:10    |  |
| 10. | "Déjà Vu"                               | 3:12    |  |
| 11. | "Calma"                                 | 3:11    |  |
| 12. | "Feliz, Alegre e Forte"                 | 2:56    |  |
| 13. | "Você Não Liga"                         | 3:32    |  |
| 14. | "Elegante Amanhecer/ Lenda das Sereias" | 5:22    |  |
| 15. | "Na Estrada"                            | 3:46    |  |
| 16. | "Magamalabares"                         | 3:42    |  |
| 17. | "Pra Melhorar"                          | 3:11    |  |
| 18. | "Doce Vampiro"                          | 2:49    |  |
| 19. | "A Lua e Eu"                            | 1:59    |  |
| 20. | "Seo Zé"                                | 2:43    |  |
| 21. | "Lamento Sertanejo"                     | 3:15    |  |
| 22. | "Pernambucobucolismo"                   | 1:52    |  |
| 23. | "O Leãozinho"                           | 2:52    |  |
| 24. | "Felicidade"                            | 2:30    |  |
| 25. | "A Vida de Viajante"                    | 2:21    |  |

1. ↑  «Portas (Ao Vivo) | Marisa Monte». www.marisamonte.com.br. Consultado em 11 de maio de 2025
2. ↑  Lima, Irlam Rocha (16 de janeiro de 2024). «Marisa Monte lança disco com gravação do show Portas ao vivo». Diversão e Arte. Consultado em 11 de maio de 2025
3. ↑  themusicjournalbrazil. «Cantando o amor, Marisa Monte lança o álbum 'Portas Ao Vivo'». Terra. Consultado em 11 de maio de 2025
4. ↑  Minas, Estado de (18 de janeiro de 2024). «Marisa Monte lança "Portas (Ao vivo)", registro audiovisual de sua turnê». Estado de Minas. Consultado em 11 de maio de 2025